# Trichoniscoides saeroeensis
Trichoniscoides saeroeensis is een pissebed uit de familie Trichoniscidae. De wetenschappelijke naam van de soort is voor het eerst geldig gepubliceerd in 1924 door Lohmander.